# Розірвана грілка (премія)
«Розірвана грілка» (рос. Рваная грелка) — літературний конкурс творів у жанрі науково-фантастичних оповідань російською мовою. Був створений як дружнє змагання на форумі «Нуль-Т».

## Правила змагання
Конкурс відбувається двічі на рік на некомерційних засадах. Арбітрами виступають письменники-фантасти, що не беруть участь у змаганні, літературні діячі та представники видавництв.
Кожне змагання розпочинається із публікації обраної арбітром теми для конкурсу. Тема може бути сформульована в будь-якій манері й містити різні вимоги. Потім у відведений для цього термін — зазвичай три дні — будь-який охочий може написати розповідь на задану тематику і зареєструвати його для участі в першому турі. Після закінчення терміну починається оцінка творів. Кожен із зареєстрованих учасників оцінює всі наявні оповідання та обирає шість тих, що сподобалися найбільше. За підсумками цього голосування визначаються переможці. У разі коли кількість оповідань-учасників перевищує певне журі число, голосування проводиться у два тури.
На конкурс не допускають оповідання, розпочаті чи написані до моменту оголошення теми. Авторство оповідань не розкривається до оголошення результатів. Учасники, які розкрили своє авторство раніше, дискваліфікуються.
Виникала невідповідність термінів проведення (первісна назва конкурсу «48 годин» (рос. 48 часов), в той час, як насправді він триває з 15:00 п'ятниці до 23:59 понеділка), що викликає постійні питання серед авторів, що беруть участь у «Грілці» вперше. Роз'яснення з цього приводу написав Леонід Каганов в офіційній ЖЖ-спільноті:
|  | На початку з назвою „оповідання за 48 годин“, конкурс Грілка стартує в п'ятницю — о 15:00:00, а приймання робіт закривається в останню секунду понеділка (після 23:59:59 за московським часом). Спершу це дивно, але цьому є цілком природне пояснення. Річ у тім, що конкурс спочатку замислювався глобально російським, офіційно він стартує дійсно опівночі — рівно о 00:00, але тільки там, де це настає раніше за усе: у Петропавлівську-Камчатському. У Москві в цей час 15:00. Щоб усі були в рівних умовах і ніхто не виявився ущемленим через зсув світлового дня, Грілка рухається разом із Сонцем за всіма дев'ятьма часовими поясами, обходить країну і завершується в Москві о 23:59. Тому приймання робіт від авторів Петропавловська-Камчатського мав закінчуватися на 9 годин раніше, а москвичам, при цьому, слід було дізнаватися тему на 9 годин пізніше. Але в умовах інтернету дотримуватися цього стало неможливо. Перші вісім Грілок було наповнено плутаницею, драгами та підтасовуваннями; їхні результати досі викликають справедливі сумніви. Зрештою було прийнято рішення розпочинати конкурс і закінчувати для всіх учасників одночасно: Грелка розпочинається в суботу — рівно о 00:00 (за Петропавловськом-Камчатським), а закінчується в понеділок — о 23:59 (за Московським часом). |

## Минулі конкурси
| Термін проведення                    | Тема змагання                                                                                    | Арбітр конкурсу / Автор теми конкурсу | Спеціальні умови | Переможець                       | Оповідання-переможець                        |
| ------------------------------------ | ------------------------------------------------------------------------------------------------ | ------------------------------------- | --- | -------------------------------- | -------------------------------------------- |
| весна 2001                           | Ніхто не міг знати, що я — людина                                                                | Алан Кубатієв                         | немає | Юрій Бурносов                    | «Месія має померти»                          |
| осінь 2001                           | Лишалося майже сімдесят років, але що можна зробити за такий мізерний час?                       | Сергій Лук'яненко                     | Тема у вигляді фрази має бути присутня в тексті оповідання | Леонід Каганов                   | «Космічний вікінг»                           |
| весна 2002                           | немає                                                                                            | Генрі Лайон Олді                      | Перша фраза: «Чалий зореліт, схропуючи та трясучи соплами, задкував від Гончих Псів.» Остання фраза: «А нуль-шишиги всі шаруділи в чорних дірах, нарікаючи на падіння швидкості світла…»                                          | Вікторія Смишляєва               | «Вцілілі»                                    |
| осінь 2002                           | Випробування на здатність любити й наслідки цього випробування                                   | Нік Перумов                           | немає | Леонід Каганов                   | «Кохання Джонні Кіма»                        |
| весна 2003                           | Річ у собі                                                                                       | Святослав Логінов                     | немає | Наталія Єгорова                  | «Ліля»                                       |
| осінь 2003                           | Легке життя                                                                                      | Анонім                                | Слово «життя» (та однокорінні слова) має зустрічатися в тексті не більше ніж 1 раз (крім назви) | Сергій Лук'яненко                | «Не поспішаю»                                |
| весна 2004                           | Нанотехнологія, пов'язані з нею надії та тривоги                                                 | Роберт Шеклі                          | немає | Сергій Лук'яненко                | «Доктор Лем і нанотехи»                      |
| осінь 2004                           | Плата за керований успіх                                                                         | Редакція журналу "Если"               | немає | Юлія Остапенко                   | «Ромашка»                                    |
| весна 2005                           | Порятунку чекати нема звідки                                                                     | Володимир Дмитрович Михайлов          | Завдання: знайти вихід зі смертельної ситуації разом з істотою (створінням), що володіє нелюдською логікою. Особлива умова: Кінцеве рішення має бути синтезом обох типів мислення.                                                | Шимун Врочек                     | «Хом'яки місяця»                             |
| осінь 2005                           | Знову повідомлення: «Чорні діри, чорні діри…» А це Вітька стріляв із рогатки                     | Владислав Петрович Крапивін           | Має бути якось відображено парадоксальний взаємозв'язок космічних процесів і явищ з дитячими забавами. Уточнення: Фразу з теми використовувати не обов'язково.                                                                    | Юлія Зоніс                       | «Ловець птахів»                              |
| весна 2006                           | Кінець історії. Остання людина                                                                   | видавництво АСТ                       | немає | Дмитро Колодан                   | «Остання пісня Землі»                        |
| осінь 2007                           | В автомобільному заторі                                                                          |                                       | немає | Лариса Бортникова                | «Жабеня в коробочці»                         |
| осінь 2008                           | Якщо випало в Імперії народитися, краще жити в глухій провінції, біля моря                       | Вадим Нестеров                        | Оповідання мають бути в стилі «вестерн». Події цього вестерну можуть відбуватися у будь-якому антуражі — від фентезійного до космічного.                                                                                          | Сергій Токарев                   | «Блюз синього кролика»                       |
| весна 2009                           | В надії слави та добра                                                                           | Борис Стругацький                     | немає | Лора Андронова                   | «Темними стежками»                           |
| осінь 2009                           | Твоя молитва почута: стережися                                                                   | Марина та Сергій Дяченки              | Перша фраза: «Три мільйони життів – це плата за незалежність?!» Остання фраза: «Про одне прошу: дай їй спокій». | Сергій Фомичов                   | «Нелегальне підключення»                     |
| весна 2010 (19 березня — 1 квітня)   | Завтра не буде Місяця                                                                            |                                       | У тексті (у будь-якому місці) має бути фраза: «На десятиріччя мені подарували справжню ракету». | Анна Ігнатенко                   | «Ставай ким забажаєш»                        |
| весна 2010 (9 квітня — 27 квітня)    | Багатофункціональність                                                                           | Ніл Ґейман                            | Розповісти у своїх оповіданнях, як багатофункціональність предметів змінить життя людей у майбутньому. | Лариса Бортникова                | «Паяц та кавоварка»                          |
| осінь 2010                           | Прогрес медицини                                                                                 | Анджей Сапковський                    | Прогрес медицини (медичної науки) – чи зможе він колись зробити нас невразливими для всіх хвороб, захворювань та недуг? Навіть тих недуг, які ще невідомі? І яку ціну доведеться за це заплатити? Автор теми — Анджей Сапковський | Тетяна Леванова                  | «Пиріжки»                                    |
| весна 2011 (18 березня — 31 березня) | Антисталкер                                                                                      |                                       | немає | Ельдар Сафін                     | «Свинобабка»                                 |
| весна 2011 (15 квітня — 2 травня)    | «У пагорбів одні боги, у долин — інші» («The gods of the valleys are not the gods of the hills») | Майкл Свонвік                         | немає | К.А.Терина                       | «Качібейська опера»                          |
| осінь 2011                           | Розплющити очі й жити далі…                                                                      | Леонід Каганов                        | За сюжетом герой має двічі пережити прозріння, яке змусить його жахнутися, як він жив досі з такою оманою. Прозріння має статися з героєм ДВІЧІ впродовж сюжету.                                                                  | Денис Тихий                      | «На дні криниці, на вершині гори»            |
| весна 2012 (23 березня — 5 квітня)   | М'яка конструкція з вареними бобами                                                              |                                       | немає | Максим Тихомиров                 | «Сім днів у Нікодалії»                       |
| весна 2012 (27 квітня)               | Електросталін                                                                                    | Андрій Лазарчук                       | Жанр: дизель-панк | Борис Луговой                    | «Ми народжені»                               |
| осінь 2012 (26 жовтня)               | А ви впевнені, що це Добро?                                                                      | Олена Навроцька                       | немає | Лариса Бортникова                | «Основний інстинкт»                          |
| весна 2013 (квітень)                 | Чи йдуть роботи на свист, і, якщо йдуть, то навіщо?                                              |                                       | немає | Антон Тудаков                    | «П'ятсот поверхів до неба»                   |
| весна 2013 (6 травня)                | Зрада (Betrayal)                                                                                 | Джордж Мартін                         | немає | Джон Суїдон                      | «Співочі птахи Півдня»                       |
| осінь 2013 (14 жовтня)               | Щури на горищі (Rats in the attic)                                                               | Джо Аберкромбі                        | немає | К.А.Терина                       | «Фарбрика»                                   |
| весна 2014 (27 березня)              | Хлопчик, з яким все сталося.                                                                     |                                       | немає | К.А.Терина                       | «Ніхто не залишає Порт-Анрі»                 |
| весна 2014 (28 квітня)               | У країні, яка не має виходу до моря, моряк — найпрестижніша професія.                            | редакція журналу "Мир фантастики"     | немає | Марина Ясинська                  | «Морський бій»                               |
| осінь 2014                           | It's only dark when the lights are on.                                                           | Пітер Воттс                           | немає | К.А.Терина                       | «Біс назви»                                  |
| весна 2015 (9 квітня)                | Людина, про яку я знаю, що він біоробот                                                          |                                       | немає | Олег Титов                       | «П'ятнадцятий спогад Тіри Двезелі»           |
| весна 2015 (18 травня)               | Тема від Майка Стекпола «Холодна любов і машина (Cold Love and The Machine)»                     | Майкл Стекпол                         | немає | Дмитро Вітер                     | «Таємниця Жоржа Мабузе»                      |
| осінь 2015                           | Тема від Кена Лю: «Social vision»                                                                | Кен Лю                                | немає | К.А.Терина                       | «6,72»                                       |
| весна 2016 (17 березня)              | Арктика online                                                                                   |                                       | немає | К.А.Терина                       | «Ханкі-дорі»                                 |
| весна 2016 (4 травня)                | Тема від Ігоря Проніна: «Машина невизначеного часу»                                              | Ігор Пронін                           | немає | Олена Михалкова                  | «День Святого Патрика»                       |
| осінь 2016 (21 жовтня)               | Тема від Олексія Юрійовича Пєхова: «Останнє місто»                                               | Пєхов Олексій Юрійович                | немає | Олег Титов                       | «Майстер будівельник»                        |
| весна 2017 (17 березня)              | Ігри, що грають в ігри                                                                           |                                       | Перше та останнє речення оповідання мають складатися з 17 символів. На честь сімнадцятого Роскона! | Ельдар Сафін                     | «Зелені пагорби Дмитра Тоцького»             |
| весна 2017 (12 травня)               | Тема від Аластера Рейнольдса: «The monetization of memories»                                     | Аластер Рейнолдс                      | немає | Вадим Картушов                   | «Кролик сказав, що я більше нічого не винен» |
| осінь 2017 (13 жовтня)               | Фантастичний Новий Рік                                                                           | Дивов Олег Ігорович                   | немає | Денис Тихий                      | «Шатун»                                      |
| зима 2017 (8 грудня)                 | Тема конкурсу від Євгена Лукіна: «Мимоволі заєць біжить, коли летіти нема на чому» (В. І. Даль)  | Лукін Євген Юрійович                  | немає | Сергій Ігнатьєв                  | «Сім миттєвостей Юхима Зільбермана»          |
| весна 2018 (16 березня)              | Тема від Дейвіда Бріна: «Росіяни у космосі»                                                      | Дейвід Брін                           | немає | К.А.Терина                       | «Агафія житиме»                              |
| весна 2018 (20 квітня)               | Тема від Роберта М. Веґнера: «Світ без прісної води»                                             | Роберт Веґнер                         | Озвучив тему, Веґнер пояснив, що має на увазі не обов'язково повну відсутність у світі прісної води — можливо, просто її суворий дефіцит.                                                                                         | Юрген Некрасов                   | «В кайданах Сталінграда»                     |
| осінь 2018 (12 жовтня)               | Тема від Лю Цисіня: «Is Nature really natural?»                                                  | Лю Цисінь                             | немає | Ельдар Сафін                     | «Алхімія»                                    |
| весна 2019 (22 березня)              | Чоловік ката                                                                                     |                                       | Одному із героїв/героїнь має бути 19 років. | Ольга Дорофєєва, Юлія Гавриленко | «Я — альбатрос, я — лелека»                  |
| весна 2019 (26 квітня)               | Тема від Лоїс Макмастер Буджолд: «Honor versus ego»                                              | Лоїс Макмастер Буджолд                | немає | Ольга Рейн                       | «Блакитна глибина»                           |
| осінь 2019 (11 жовтня)               | We are stardust, we are golden... billion year old carbon.                                       | Єн Макдональд                         | немає | Ольга Рейн                       | «Йаарі-ра /як воля та уявлення/»             |
| весна 2020 (27 березня)              | Світ без ссавців                                                                                 | Олександр Олександрович Бушков        | немає | Ельдар Сафін                     | «Прадід»                                     |
| осінь 2020 (23 жовтня)               | Watch what you say; the wolves will hear.                                                        | Кетрінн Валенте                       | немає | Олександр Сивінських             | «У коня білі очі, а всередині темно»         |
| весна 2021 (16 квітня)               | The Others or Feather and Fur - the Art of ShapeShifting                                         | Корнелія Функе                        | немає | Ivan der Yans                    | «Сон вдови рибалки»                          |
| осінь 2021 (29 жовтня)               | The Day I Invented Time Travel                                                                   | Гери Вульф                            | немає | grelka_grelka                    | «Вам лист!»                                  |
| весна 2022 (4 квітня)                | Лялька з людським обличчям                                                                       | Вадим Панов                           | немає | Олег Титов                       | «Кімната Марії»                              |